# Pterophorus innocens
Pterophorus innocens is een vlinder uit de familie vedermotten (Pterophoridae). De wetenschappelijke naam van de soort is voor het eerst geldig gepubliceerd in 1884 door Pieter Snellen.